# Юрдан Господинов
Юрдан Господинов е български археолог и общественик, кмет на Преслав.

## Биография
Юрдан Господинов е роден на 1 януари 1872 година във Велики Преслав. Завършва Педагогическото училище в Лом и работи като начален учител.
През 1906 година съвместно с Карел Шкорпил създава Археологическо дружество „Тича“ в Преслав, което си поставя за цел да изгради местен музей, а през 1909 – 1911 година извършва археологичски разкопки в местността „Патлейна“ на 6 км на юг от Велики Преслав, където разкриват руините на манастира „Св. Пантелеймон“. Там Юрдан Господинов открива и сглобява керамичната икона „Св. Теодор Стратилат“ – един от най-забележителните паметници на старобългарското изкуство.
През 1914 – 1915 година е командирован в Народния археологически музей в София, където повишава своята квалификация. Като член на ръководството на сдружение „Българска старина“ през 1925 – 1929 година, Юрдан Господинов (в сътрудничество с професор Васил Златарски и Карел Шкорпил) участва активно в подготовката на общонационалните тържества във връзка с 1000-годишнината на Симеоновата епоха. Във връзка с тази годишнина той организира разкопки на царския дворец и Кръглата църква във Велики Преслав (с участието на Карел Шкорпил и Кръстю Миятев).
По инициатива на Юрдан Господинов в подножието на Кръглата църква е изградена малка туристическа хижа с музей. През тридесетте години става кмет на Преслав.
През 1945 – 1947 година участва в ръководените от Вера Иванова-Мавродинова разкопки на Преслав, в хода на които са проучени гробничната църква в местността „Тузлалъка“ и църкви № 1 и № 2 в местността „Бял бряг“. Включва се и в ръководените от Никола Мавродинов проучвания на царските дворци през 1948 – 1949 година.
Умира на 1 февруари 1953 година.